# Princesa Alba
Princesa Alba, pseudonimo di Trinidad Valentina Riveros Inostroza (Santiago del Cile, 16 febbraio 1997), è una cantante cilena.

## Biografia
Fattasi conoscere nel 2017 per mezzo del singolo di debutto Mi Only One, l'anno seguente ha reso disponibile il primo mixtape Del cielo mixtape, che le ha permesso di ottenere tre nomination ai Premios Índigo annuali e una ai Premios Pulsar.
Nel 2019 è stato pubblicato Convéncete, che per aver superato la soglia delle 80 000 unità di vendita a livello nazionale fissate dalla Sociedad de Productores Fonográficos y Videográficos de Chile ha conseguito il platino. Nello stesso anno si è esibita al festival Lollapalooza Chile, venendo selezionata come partecipante all'evento del 2020, evento poi cancellato a causa della pandemia di COVID-19 che ha interessato la nazione.
Nel settembre 2019 si è snodato in America del Nord l'Hacerte mal tour, la sua prima tournée all'estero. È stata anche candidata per un Copihue de Oro del periodico La Cuarta.
Due anni dopo è stato messo in commercio il primo album in studio Besitos, cuídate, contenente collaborazioni con Duda Beat, Ms Nina e Pimp Flaco. Il disco, promosso da quattro concerti tenutisi tra Messico e Spagna nel novembre 2021, le ha valso due vittorie ai Premios Musa.

## Discografia

### Album in studio
- 2021 – Besitos, cuídate
- 2024 – Como si fuese real

### Mixtape
- 2018 – Del cielo mixtape

### Singoli
- 2017 – Mi Only One
- 2017 – Baby Papi
- 2017 – Boy tú no haces bien
- 2018 – Agua
- 2018 – Summer Love (feat. Gianluca)
- 2019 – Convéncete
- 2019 – Hacerte mal
- 2020 – Mi culpa
- 2020 – Me equivoqué
- 2020 – Tupenaesmipena (con Gepe)
- 2020 – Ya no quieres quererme
- 2020 – Dame
- 2021 – Acelero
- 2021 – Miss U BB
- 2021 – Nasty (con Ms Nina)
- 2021 – Narcisa (con Duda Beat)
- 2022 – Diario de vida
- 2022 – Besitos, cuídate (con Paula Cendejas)
- 2022 – Pica pero rico
- 2022 – Ya no soy tu baby
- 2023 – Búscate otra
- 2023 – Baby oficial
- 2023 – Winter Love (con Kidd Voodoo)
- 2024 – Moonlight
- 2024 – Desenamórame
- 2024 – Te lo prometo
- 2024 – LolOLove (con Pabllo Vittar)